# نئون گلد رکوردز
نئون گلد رکوردز (انگلیسی: Neon Gold Records) یک کمپانی ناشر موسیقی مستقر در نیویورک است که در سال ۲۰۰۸ توسط درک دیویس و Lizzy Plapinger بنیان‌گذاری شد.
نئون گلد با هنرمندانی همچون الی گولدینگ، مارینا، گوتیه، کریستین اند د کوئینز، چارلی ایکس‌سی‌ایکس، مت میسون و تو لو همکاری کرده‌است. نئون گلد همچنین برای کشف و حمایت اولیه از هنرمندان موفقی مانند ومپایر ویکند، لانا دل ری و واک د مون شناخته می‌شود.
از سال ۲۰۱۴، نئون گلد به عنوان شرکت تابعهٔ آتلانتیک رکوردز اداره می‌شود.